# Libanon na Letních olympijských hrách 1952
Libanon na Letních olympijských hrách 1952 ve finských Helsinkách reprezentovalo 9 sportovců, všichni muži.

## Medailisté
| Medaile | Jméno          | Sport | Soutěž                     |
| ------- | -------------- | ----- | -------------------------- |
| Stříbro | Zakarijá Šiháb | Zápas | muži řecko-římský do 57 kg |
| Bronz   | Chalil Taha    | Zápas | muži řecko-římský do 73 kg |